# Брош
Брош (фр. broche), луксузна украсна игла, врста накита. Прве украсне игле (брошеви) су се користиле још у бронзано доба и рађене су од бронзе. Основна намена броша је да закачи (закопча) женску хаљину око врата или на грудима. Израђује се као игла, од племенитих метала или бронзе, на чијем врху може бити украс од племенитих метала или од драгог камења. 
Раније су брошеве правиле кујунџије и продавали их у својим радионицама. Простији и јефтинији комади су продавани на вашарима, саборима или бувљој пијаци. У новије време се масовно производе од различитог стакла и пластике (бижутерија). 
Како се мода брошева прилично брзо мењала, они су важни хронолошки показатељи. У археологији се древни европски брошеви обично називају латинским термином фибула.

## Древни брошеви
Брошеви су били познати као фибуле пре средњег века. Ови украсни предмети, коришћени као причвршћивачи за одећу, први пут су направљени у бронзаном добу. У Европи, током гвозденог доба, технологија обраде метала је драматично напредовала. Новије технике ливења, увијања металних шипки и прављења жице биле су основа за многе нове предмете, укључујући и фибулу. У Европи су келтски мајстори још 400. године пре нове ере стварали фибуле украшене црвеним емајлом и коралом.
Најранија производња брошева у Великој Британији била је у периоду од 600. до 150. године пре нове ере. Брошеви из гвозденог доба пронађени у Британији обично су ливени у једном комаду, при чему је већина направљена од легуре бакра или гвожђа. Пре касног гвозденог доба, злато и сребро су се ретко користили за израду накита.
- Брош од легуре бакра, од касног гвозденог доба до римског периода (око 25. - 75. године). Недостају игла и једно крило.
- Брош од легуре бакра из раног римског периода, тј. 75-175.

## Средњевековни брошеви

### Период миграције
Карактеристични метални производи које су стварали германски народи од четвртог до осмог века припадају уметничком покрету познатом као уметност периода миграција. Током 5. и 6. века, пет германских племена мигрирало је и окупирало четири различита подручја Европе и Енглеске након распада Римског царства. Племена су била Визиготи који су се населили у Шпанији, Остроготи у Источној Немачкој и Аустрији, Франци у Западној Немачкој, Лангобарди у Северној Италији и Англосаксонци у Енглеској. Пошто су племена била блиско повезана својим пореклом, а њихове технике израде накита биле су запањујуће сличне, рад ових људи прво је назван варварском уметношћу. Овај уметнички стил се сада назива уметност периода миграције.
Брошеви из овог периода развијени су из комбинације касноримских и нових германских уметничких облика, дизајна и технологије.  Металци широм западне Европе креирали су неке од најживописнијих, најживљих и технички најсупериорнијих накита икада виђених.  Брошеви овог доба приказују технике из римске уметности: куцање, филигране, гранулације, емајлирање, ажур и интарзије, али је интарзија по чему су познати уметници из периода Сеобе народа. Њихова страст према бојама истиче њихов накит. Боја је примарна карактеристика накита из периода миграције. Драгоцени камен који се најчешће користио у брошевима био је алмандин, бордо сорта граната, која се налази у Европи и Индији.
Дизајни брошева били су бројни и разнолики: геометријски украси, замршени узорци, апстрактни дизајни из природе, мотиви птица.  Зооморфна орнаментика је била уобичајен елемент током овог периода, у англосаксонској Енглеској, као и у Европи. Преплетене звери биле су карактеристика ових живахних, замршено украшених брошева.  Брошеви у облику лука, у облику латиничног слова С, и украшени брошеви у облику диска били су најчешћи стилови брошева током периода миграција, који је обухватао 5. до 7. век.
- Франачки диск брош
- Франачки брош птица
- Ломбардијски брош

### Англосаксонски
Већина брошева пронађених у раној англосаксонској Енглеској били су континентални стилови који су мигрирали из Европе и Скандинавије. Стил дугих брошева најчешће се налазио у Енглеској у 5. и 6. веку. Кружни брошеви први пут су се појавили у Енглеској средином 5. века.  Током 6. века, занатлије из Кента су почели да производе брошеве користећи сопствене карактеристичне стилове и технике.  Кружна форма је била преферирани тип броша до краја 6. века.  Током 7. века израда брошева у Енглеској је била у опадању.  Поново су се појавили у 8. веку и наставили су да буду у моди све до краја англосаксонске ере.
Стилови брошева су били претежно кружни од средине до касне англосаксонске ере. Током овог временског периода, преферирани стилови били су прстенасти и са драгуљима (кентски) брошеви дискови. Кружне форме се генерално могу поделити на емајлиране и неемајлиране.  Неколико некружних стилова било је модерно током 8. до 11. века. Ансате, сигурносна игла, трака и неколико других стилова могу бити укључени у ову групу. Ансате брошеви су били традиционални брошеви из Европе који су мигрирали у Енглеску и постали модерни у касном англосаксонском периоду. Брошеви са сигурносним иглама, којих је било више у раном англосаксонском периоду, постали су неуобичајени у 7. веку, а до 8. века, еволуирали су у брошеве са тракама. Разни брошеви у овом временском периоду укључују птицу, правоугаоник и мотив крста.
- Брош са квадратном главом
- Брош у облику крста
- Брош са драгуљима

### Келтски
Келтски брошеви представљају посебну традицију богато украшених типова пенануларних и псеудо-пенануларних брошева развијених у раносредњовековној Ирској и Шкотској. Технике, стилови и материјали које су користили Келти разликовали су се од англосаксонских занатлија. Одређени атрибути келтског накита, као што су уметнуто "millefiori" стакло и закривљени стилови, имају више заједничког са старим брошевима него са савременим англосаксонским накитом.  Накит келтских занатлија је познат по својој инвентивности, сложености дизајна и занатској вештини. Брош Тара је добро познат пример келтског броша. 
- Пенануларни брош Рогарт
- Псеудо-пенануларни брош
- Брош Роскреа, 9. век

### Скандинавски
Германски стил био је основа скандинавске уметности која је настала током средњег века. Живахан декоративни стил настао је у Данској крајем петог века као изолован одговор на металне производе у касном римском стилу. Током раног средњег века, скандинавски мајстори су креирали замршено изрезбарене брошеве са њиховим препознатљивим украсима у животињском стилу. Брошеви су углавном били направљени од легуре бакра или сребра. 
Почевши од осмог па све до једанаестог века, скандинавски поморци су истраживали, нападали и колонизовали Европу, Велику Британију и нове земље на западу. Ово доба скандинавске експанзије познато је као Викиншко доба, а уметност настала током овог временског периода позната је као Викиншка уметност. Метални производи, укључујући брошеве, произведени током овог периода, били су украшени у једном или више викиншких уметничких стилова. Ових пет узастопних стилова су: Осеберг, Боре, Јелинге, Мамен, Рингерике и Урнес. 
Различити облици скандинавских брошева били су уобичајени током овог периода: кружни, птичји, овални, једнакокраки, тролисни, ромбасти и дискови с куполом. Најчешћи скандинавски уметнички стилови тог периода су Јелинге и Боре уметнички стилови. Неке од карактеристика ових сродних уметничких стилова су: испреплетене звери које се хватају, мотиви појединачних животиња, животиње у облику траке, узорци чворова и прстенастих ланаца, витице и мотиви листова, звери и птица. 
- Брош птица
- Брош у стилу Боре
- Брош у стилу Урнес
- Брош у стилу Јелинге
- Тролист брош

### Касни средњи век
Брошеве пронађене током касног средњег века, (1300. до 1500. године нове ере), носили су и мушкарци и жене. Облици брошева су углавном били: звездасти, петоугаони, режањ, точкић, у облику срца и прстен. Прстење је било мање од осталих брошева и често се користило за причвршћивање одеће на врату.  Декорација брошева се обично састојала од једноставног натписа или драгуља нанешених на златну или сребрну подлогу. Натписи љубави, пријатељства и вере били су типична карактеристика прстенастих брошева овог периода. Брош у облику срца био је веома популаран поклон између љубавника или пријатеља. 
Брошеви амајлије били су веома чести пре средњег века. У касној антици, били су украшени симболима паганских божанстава или драгуља који су имали посебне моћи да заштите носиоца од повреда. Ови пагански инспирисани брошеви наставили су да се носе и након ширења хришћанства. Пагански и хришћански симболи су често комбиновани за украшавање брошева током средњег века.  Почев од четрнаестог века, први пут су се појавили тродимензионални брошеви. Брош Лабуд из Данстабла је добро познати пример тродимензионалног броша. 
- Брош амајлија
- Прстенасти брош 13. век
- Француски прстенасти брош 13. век
- Лабуд из Данстабла, 14. век

## Рани модерни брошеви
Рани модерни период накита протеже се од 1500. до 1800. године. Глобална истраживања и колонизација донели су нови просперитет Европи и Великој Британији, заједно са новим изворима дијаманата, драгуља, бисера и племенитих метала. Брзе промене у моди одеће током ове ере изазвале су сличне промене у стиловима накита. Потражња за новим накитом резултирала је деконструкцијом и топљењем многих старих комада накита како би се створио нови накит. Због тога је веома мало преживелих комада накита из овог доба. Примарни стилови накита током овог временског периода су: ренесансни, џорџијански и неокласични. 

### Ренесанса
Период ренесансе у накиту (1300–1600) био је време богатства и раскоши. Сложени брошеви прекривени драгим камењем или бисерима били су у моди, посебно код виших класа. Драго камење које се обично користило за брошеве били су смарагди, дијаманти, рубини, аметист и топаз. Брошеви са религиозним мотивима и емајлирани минијатурни портрети били су популарни у овом периоду. Драгуљи су често бирани због својих заштитних својстава, као и због својих живих боја. Током петнаестог века, нове технике резања инспирисале су нове облике драгог камења.
- Брош из 18. века
- Брош из 18. века

### Џорџијански
Џорџијанско доба накита (1710–1830) добило је име по четворици енглеских краља по имену Џорџ. Почетком 1700-их, китњасти брошеви са сложеним дизајном били су модерни. До средине до касних 1700-их, једноставнији облици и дизајни су били чешћи, са једноставнијим темама природе, лукова, минијатурних портрета и животиња.  Џорџијански накит је обично био ручно рађен у злату или сребру. Дијаманти и бисери су и даље били модерни током овог периода.
- Брош, касни 18. век
- Дијамантски брош, 18. век
- Портретни брош Џорџа III

### Неокласични
Неокласично доба (1760–1830) у дизајну накита било је инспирисано класичним темама античке Грчке и Рима. Главна разлика између ренесансног накита и неокласичног накита била је у томе што је ренесансни накит креиран првенствено за вишу класу, а неокласични накит је направљен за ширу јавност. Важна иновација у изради накита током ове ере била је техника производње камеја са тврдим пастама званим црни базалт и јаспис. Енглески произвођач грнчарије, Џосаја Веџвуд, одговоран је за овај важан допринос изради накита. Камеје и брошеви са класичним сценама били су модерни током овог периода. Бисери и драго камење наставили су да се користе у брошевима, али су били мање популарни него раније. Почетак Француске револуције зауставио је производњу и потражњу за раскошним накитом. 
- Италијански неокласични брош
- Веџвуд медаљон

## Каснији модерни брошеви
Касно модерно доба накита обухвата период од 1830. до 1945. године. Главни стилови накита овог периода су: викторијански (1835–1900), сецесија (1895–1914), едвардијански (1901–1910) и арт деко (1920–1939).

### Викторијански
Овај период је назван по краљици Викторији Уједињеног Краљевства која је владала од 1837. до 1901. године. Камеје, цвеће, природа, животиње и срца били су популарни стилови накита у раном викторијанском добу. Када је супруг краљице Викторије, принц Алберт умро 1861. године, мода накита се променила како би одразила краљицу у жалости. Стилови су постали тежи и мрачнији, користећи материјале попут црног емајла и црног оникса. Брошеви за жалост су се обично носили до краја викторијанског периода.
Током овог временског периода било је модерно убацити косу и портрет у брош. Пракса је почела као израз жалости, а затим се проширила на успомене вољених и живех особа. Људска коса је била увучена у брош или уплетена у плетеницу и уткана у траку на коју су биле причвршћене копче.
- Брош са микромозаиком
- Камелија брош
- Камеја брош
- Викторијански брош за косу

### Сецесија
Период сецесије накита обухватао је кратак период од 1895. до 1905. године. Стил је почео у Француској као реакција на тежак, мрачни накит викторијанске ере. Иновативни, лепршави дизајни су сада били у моди заједно са природом, цвећем, инсектима и сензуалним женама са распуштеном косом. Стил накита је био модеран петнаест година, а завршио се почетком Првог светског рата.
- Немачки брош
- Амерички брош
- Француски брош
- Белгијски брош

### Едвардијански
Едвардијанско доба накита (1901–1910) почело је након смрти краљице Викторије. Овај период је означио први пут да је платина коришћена у накиту. Због снаге платине, нови комади накита су направљени са деликатним филиграном који изгледају као чипка и свила. Главно драго камење које се користило у брошевима били су дијаманти, обично са платином или белим златом, и обојено драго камење или бисери. Брошеви од платине и дијаманта били су уобичајени стил брошева. Мали брошеви су и даље били модерни. Популарне форме брошева биле су машне, траке и венци, све у деликатном новом стилу.
- Привезак брош, Америка, касни 19. - рани 20. век
- Брош од платине
- Амерички брош, касни 19. - рани 20. век

### Ар деко
Период ар декоа трајао је од 1920. до 1939. године. Кубизам и фовизам, уметнички покрети раног 20. века, били су инспирација за овај нови уметнички стил, заједно са источном, афричком и латиноамеричком уметношћу. Ар деко је добио име по изложби декоративне и индустријске уметности одржаној у Паризу 1925 (Exposition internationale des arts décoratifs et industriels modernes). Уобичајени украси брошева овог периода су: геометријски облици, апстрактни дизајни, дизајни из кубизма, фовизма и уметнички мотиви из Египта и Индије. Црни оникс, корал, кварц, лапис и карнеол су коришћени са класичним камењем као што су дијаманти, рубини, смарагди и сафири.
- Ар деко стил
- Ар деко брош

## Галерија
- Брош из бронзаног доба са Сицилије
- Хеленистички брош из Британског музеја
- Римски војни брош, из поставке Народног музеја у Пожаревцу
- Гепидски брош из времена великих сеоба народа.
- Брош у облику руже из 17. века.
- Брош са ликом краљице Драге 19. век.
- Брош из Народног музеја у Крушевцу
- Брош из Народног музеја у Крушевцу
- Брош из Народног музеја у Крушевцу
- Брош са цветовима
- Брош из Народног музеја у Крушевцу
- Брош из Народног музеја у Крушевцу
- Брош са цветовима
- Брош са цветовима
- Брош са фотографијом
- Брошеви из Народног музеја у Крушевцу
- Накит и брошеви из Народног музеја у Крушевцу
- Цветни брош
- Bulgari брош са елементима Фуџија из 70-их